# Xylotachina diluta
Xylotachina diluta är en tvåvingeart som först beskrevs av Johann Wilhelm Meigen 1824.  Xylotachina diluta ingår i släktet Xylotachina och familjen parasitflugor. Arten är reproducerande i Sverige. Inga underarter finns listade i Catalogue of Life.